# Phablette

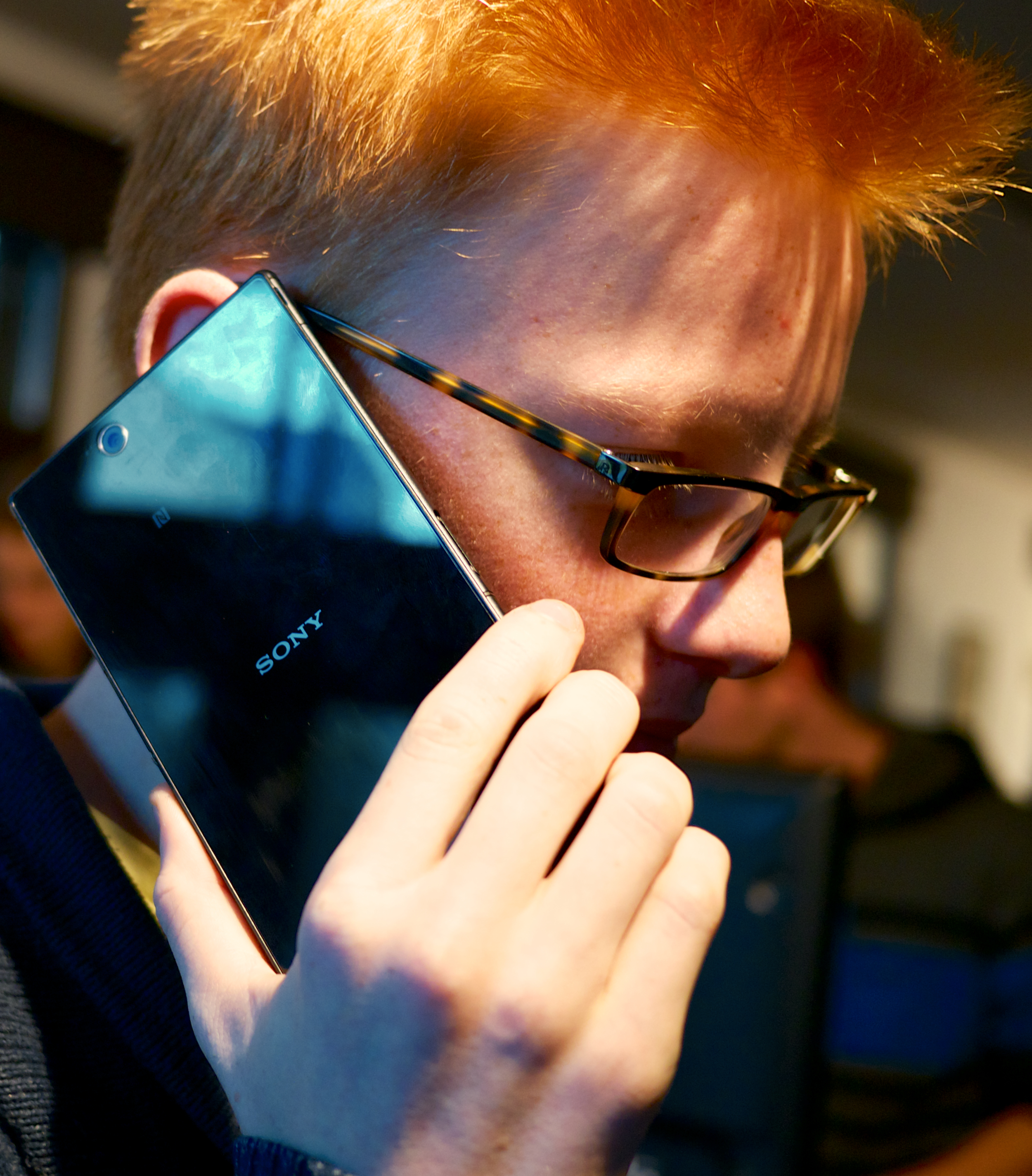
Utilisation d'une phablette de 6.4 pouces comme téléphone.

Une phablette (en anglais : phablet), téléphone-tablette, tablette-téléphone ou tablettophone, est un smartphone dont l'écran est d'une taille intermédiaire entre celui des smartphones stricto sensu et celui des tablettes tactiles. Cette catégorie de smartphone a vu le jour à la suite du constat que de plus en plus de possesseurs de smartphone s’équipaient d'une tablette.
D'après une estimation de 2014, la phablette devait représenter à l'horizon 2019 59 % des parts de marchés mobiles avec 1,5 milliard d'appareils. 
Fin 2018, les smartphones grand format sont finalement devenus assez courants pour que le terme phablette devienne obsolète,

## Terminologie
Ce terme est la francisation de l'anglais phablet, mot-valise composé de phone (« téléphone ») et de tablet (« tablette »).
L’Office québécois de la langue française déconseille l’utilisation du terme « phablette » qui est un calque de l’anglais « phablet » et recommande plutôt les termes « téléphone-tablette », « tablette-téléphone », « tablettophone » ou « téléphone intelligent hybride ».

## Caractéristiques
Les smartphones peuvent être considérés comme trop petits pour lire aisément, tandis que les tablettes sont assez grandes pour une lecture confortable, mais guère pratiques pour téléphoner. La phablette est donc un appareil intermédiaire doté d'un écran tactile, généralement compris entre 6 et 8 pouces (soit entre 15,2 cm et 20,3 cm), ainsi capables de tenir dans une main et visionner du contenu multimédia de façon confortable. Il y a encore quelques années, une phablette était considérée comme telle à partir de 5 pouces (12,7 cm) ; à ce jour, les appareils de 5 pouces sont difficilement trouvables sur le marché tant les smartphones ont évolué. 
La Dell Streak fut la première du genre en juin 2010.
Le 19 août 2011, « phablet » est enregistré comme marque de la société LG Electronics par l’United States Patent and Trademark Office et est abandonné moins d'une année après, le 20 juillet 2012.
La phablette était déjà considérée comme un produit phare pour le Mobile World Congress (MWC) de Barcelone de mars 2012, et selon une étude menée par la firme ABI Research, on pourrait voir plusieurs centaines de millions de phablettes d’ici fin 2015. En 2014, il existe une multitude de modèles de phablettes sur le marché, comme l'iPhone 6 Plus, Samsung Galaxy Note 4, le Sony Xperia Z Ultra,  le Nokia Lumia 1520 ou le Wiko Ridge Fab 4G.
La taille des phablettes a augmenté au fil du temps. Par exemple, en 2011 le Note faisait 5,3 pouces et en 2018 le Note 9 faisait 6,4. La majorité des personnes utilisaient donc des plus grands appareils en 2018 qu’en 2011 malgré la disparition des 4 bordures au fil du temps. La disparition des bordures ne compense pas totalement l'augmentation de la taille de l'écran.

## Avantages et inconvénients
L'écran d'un smartphone XL (terme désignant un modèle de smartphone à l'écran plus grand que ses précédentes versions X ou XS) ou d'une phablette, apporte un meilleur confort visuel notamment pour les applications du type logiciel de bureautique, navigateur web, vidéo ou jeu, une meilleure vitesse de frappe et un plus grand plaisir à l'achat (achat d'impulsion, achat statutaire) mais il procure une moins bonne sécurité (en matière de risque de casse et de vol), un moins bon confort en ce qui concerne sa manipulation et son transport (poids et encombrement lorsqu'il est mis dans la poche).